# Musth
Cet article possède un paronyme, voir MUST.

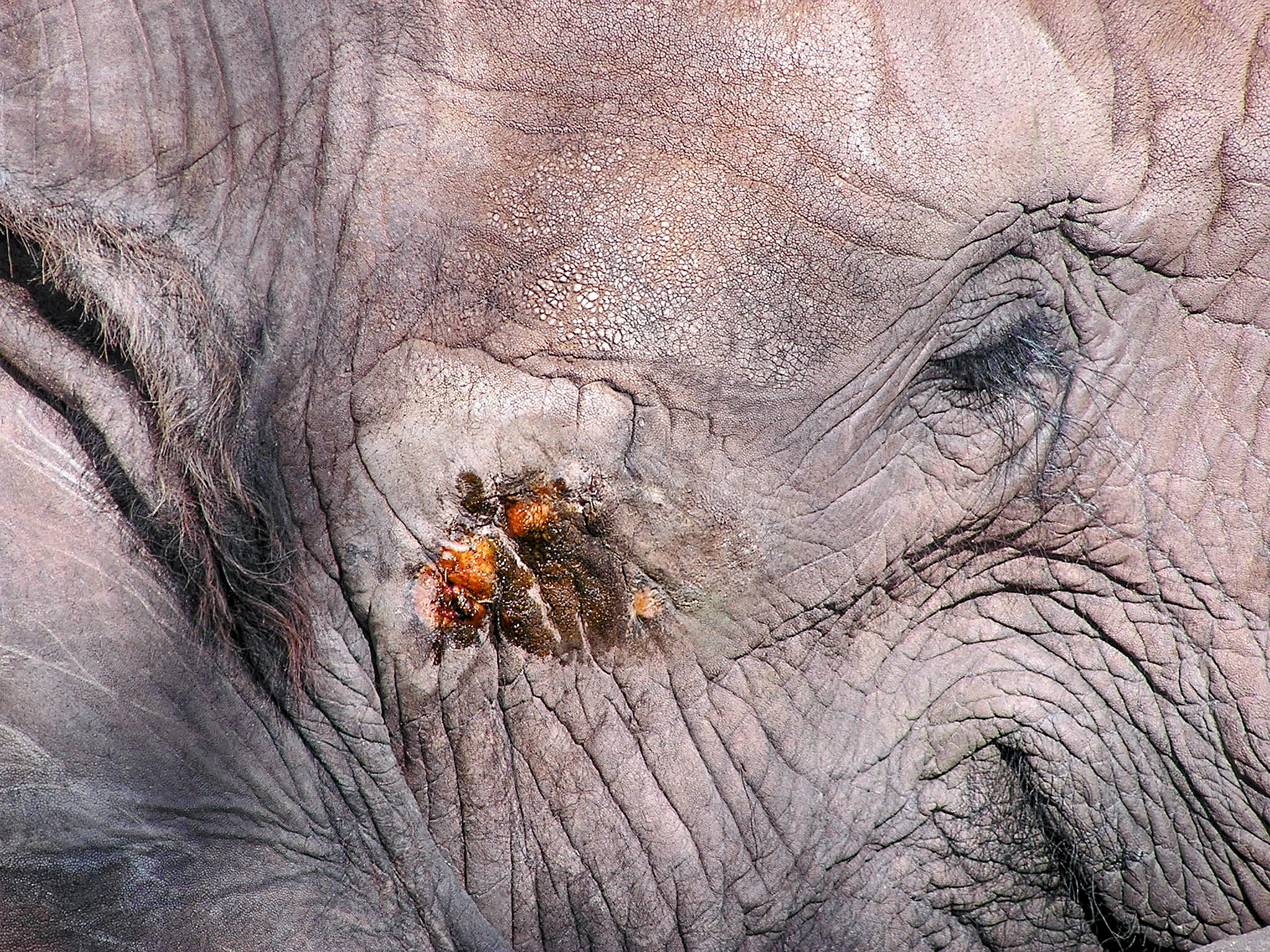
Sécrétion temporale durant le musth.

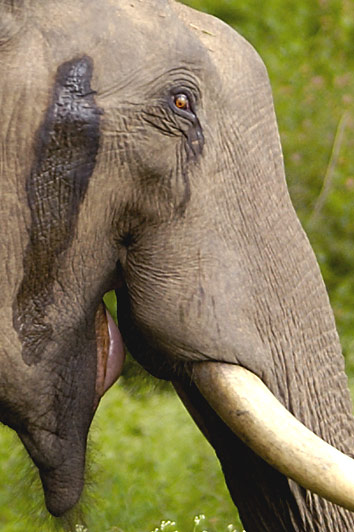
Éléphant durant le musth.

Le musth (ou parfois must) est un état qui revient périodiquement chez les éléphants mâles, et qui est caractérisé par une épaisse sécrétion ressemblant à du goudron, la frontaline, qui sort des orifices temporaux. Il se caractérise par des comportements agressifs. Il est accompagné par une augmentation sensible des hormones de reproduction - les niveaux de testostérone chez un éléphant en musth peuvent être jusqu'à soixante fois plus élevés que chez le même éléphant à d'autres moments. Toutefois, on ne sait pas si cette poussée hormonale est la seule cause du musth, ou simplement un facteur : la recherche scientifique dans ce domaine est considérablement gênée par le fait que, une fois sous l'influence de musth, même le plus placide des éléphants en temps normal peut essayer de tuer n'importe quel être humain. De même, la sécrétion qui ressemble à du goudron reste en grande partie mystérieuse, car il est très difficile d’en collecter des échantillons pour les analyser, cependant on a constaté que les sécrétions et l'urine recueillies chez des éléphants de zoos contenaient des niveaux élevés de divers cétones et aldéhydes à odeur très forte.

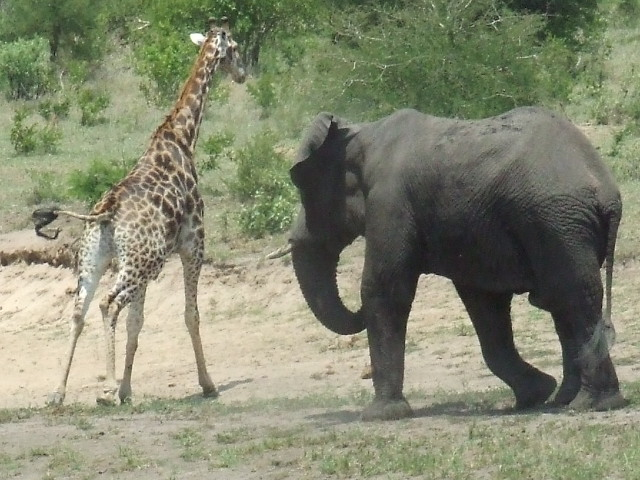
Éléphant en période de musth chargeant une girafe.

On s'est souvent demandé si le musth n'était pas en rapport avec le rut, mais c'est peu probable du fait que le cycle d'œstrus de l'éléphante n'est pas lié à des variations saisonnières, alors que le musth se produit le plus souvent en hiver. En outre, on sait que les mâles en musth attaquent souvent les femelles, qu'elles soient en chaleur ou non. On a également envisagé un rapport avec un comportement dominant.
Les cornacs sont souvent capables de raccourcir considérablement la durée de musth de leurs éléphants. Pour cela, ils attachent le mâle à deux arbres extrêmement robustes, et le maintiennent sans nourriture jusqu'à ce que le musth se termine, généralement au bout de cinq à sept jours ; la xylazine est également utilisée. Il convient de noter que, comme les cornacs ne travaillent qu'avec des éléphants d'Asie, la technique du jeûne forcé n'a pas été essayée sur les éléphants d'Afrique.
Le mot est dérivé de « مست » (prononcé « mast ») en persan qui signifie « intoxiqué » en général, ou plus spécialement « en chaleur » comme dans « پيل مست » qui signifie « éléphant sexuellement excité».
Cet état pourrait être induit artificiellement en nourrissant l'éléphant pendant trois mois de sucre et de beurre,.